# Vanda cristata
Vanda cristata là một loài lan mọc trên dãy Himalaya từ Bangladesh, Ấn Độ, Nepal, Bhutan đến Trung Quốc (tây bắc Vân Nam) ở độ cao 600 – 2300 m.

## Miêu tả
Không giống như hầu hết các loài lan biểu sinh khác, Vanda cristata có một thân cây đơn cao tới 60 cm mọc lên từ một chùm rễ và không có giả hành. Rễ trên dày, thường được tạo ra trên thân và chúng có thể treo lủng lẳn xuống bên ngoài thùng chứa nơi mà cây Vanda cristata trong nhà được trồng.
Các lá da màu xanh nhạt có hình dây đeo, mọc dọc theo thân. Thân mang các lá gần đối lập nhau, hình vòm, có rãnh sâu, dài 13–18 cm và rộng 1–2 cm, đầu hơi nhọn. Cuống hoa dài 10–15 cm xuất hiện từ nách lá vào mùa xuân và mùa hè mang đến bảy bông hoa sáp, chiều ngang khoảng 5 cm. Những cuống hoa này có thể xuất hiện từ giữa mỗi lá thứ ba hoặc hơn. Mỗi thân cây tạo ra một số hoa thơm kéo dài trong vài tuần đến hai tháng. Đài hoa và cánh hoa màu vàng lục đến vàng kem. Môi màu vàng lục và ngắn, thuôn dài, có các vạch màu đỏ tía đậm ở gần gốc và có ba thùy.

## Phân loại học
Vanda cristata được thu thập vào năm 1818 bởi Nathaniel Wallich ở Nepal; ông ấy đã gửi những cây sống đến vườn thực vật hoàng gia Kew ở Anh. Mô tả đầu tiên được xuất bản vào năm 1832 bởi John Lindley. Phân loại Trudelia cristata trong chi Trudelia được coi là đồng nghĩa với Vanda cristata, như Vanda striata.

## Hình ảnh

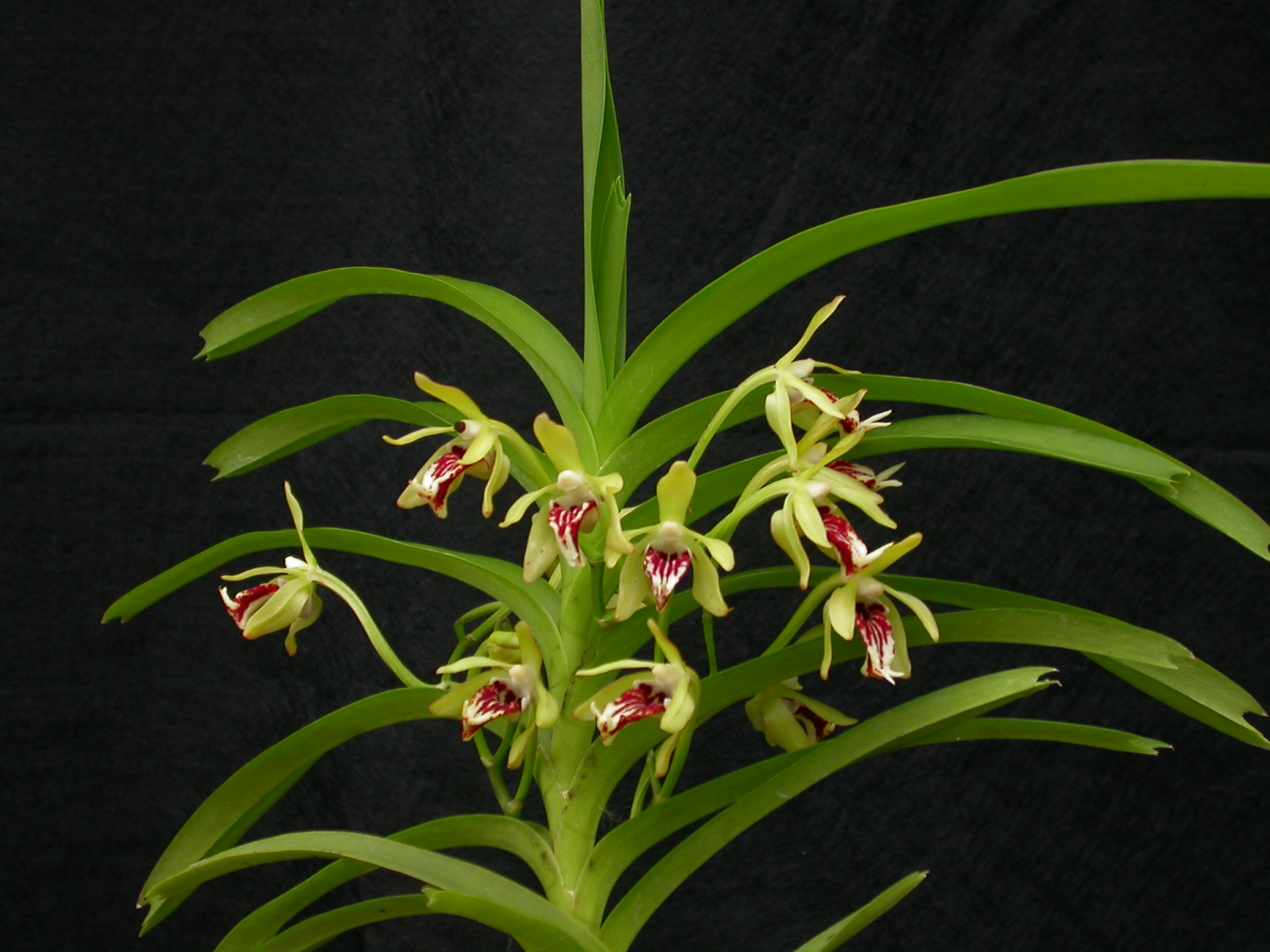
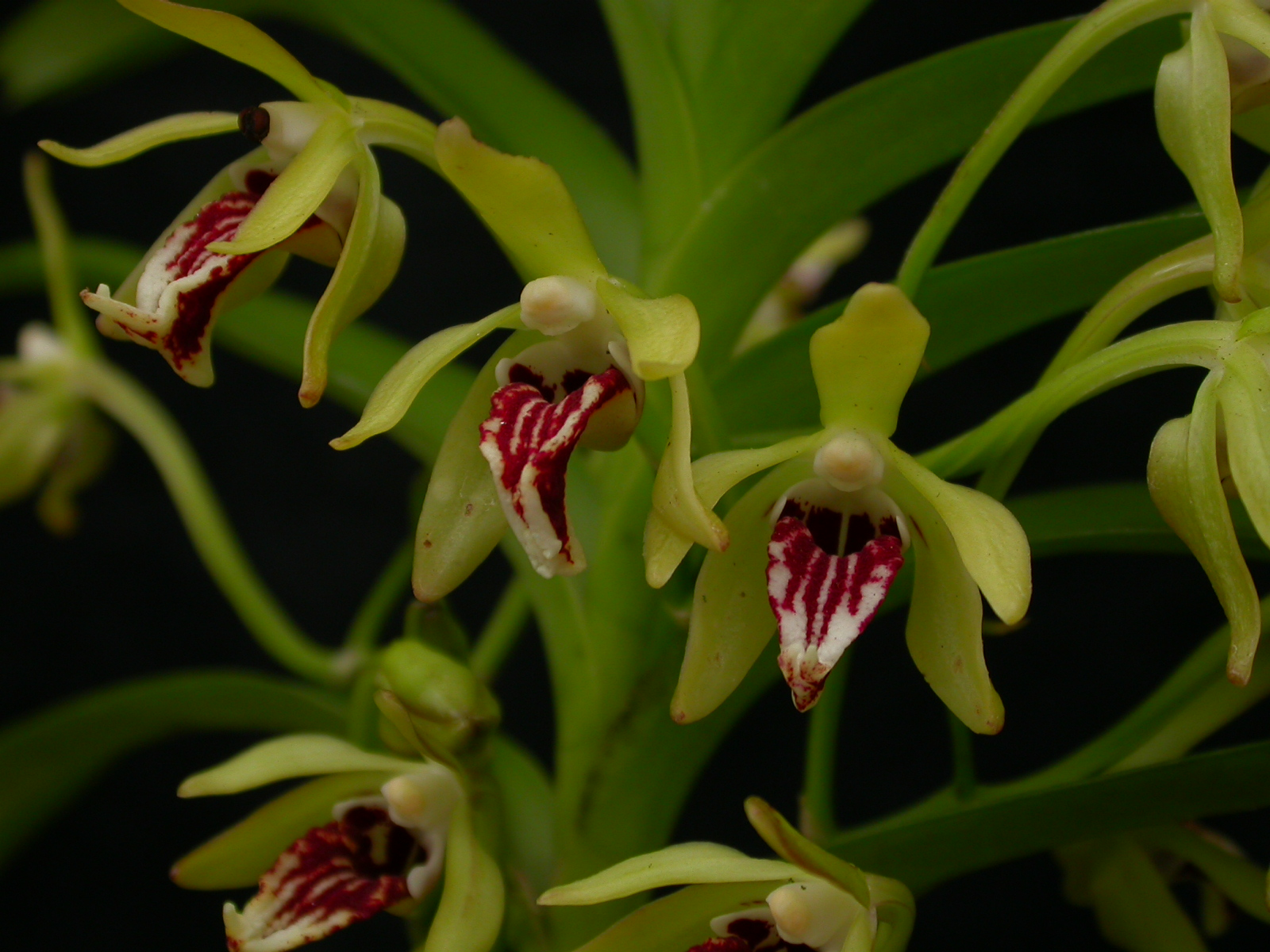
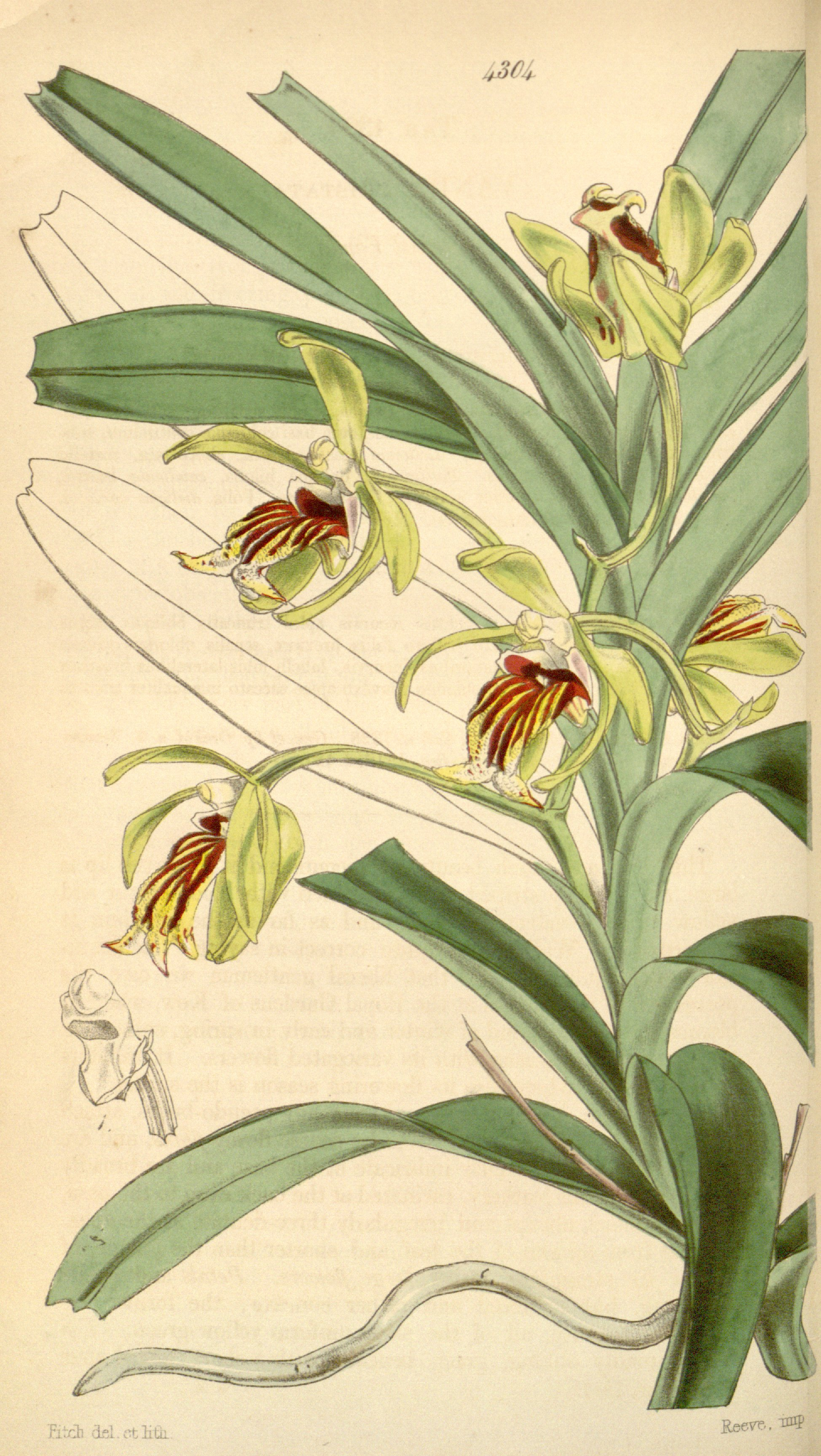
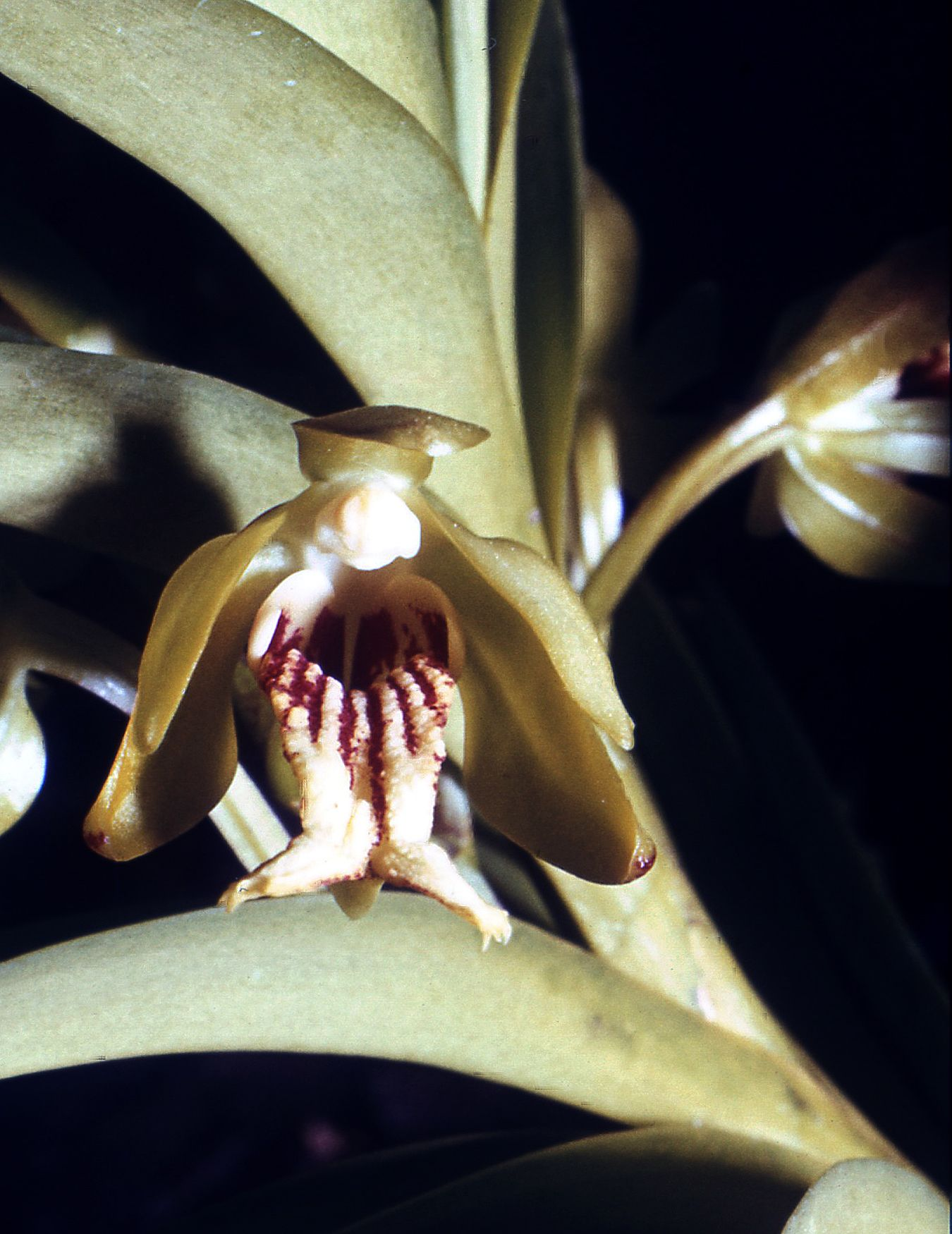